# San Cesario sul Panaro
San Cesario sul Panaro est une commune italienne de la province de Modène dans la région Émilie-Romagne en Italie. Elle a la particularité d'accueillir un des constructeurs d'automobiles les plus prestigieux au monde, Pagani.

## Administration
| Période                                  | Période        | Identité           | Étiquette     | Qualité |
| ---------------------------------------- | -------------- | ------------------ | ------------- | ------- |
| 12 maggio 1985                           | 21 aprile 1995 | Carlo Varotti      | PCI, PDS      |         |
| 22 aprile 1995                           | 11 giugno 2004 | Lorella Vignali    | PDS, DS       |         |
| 12 giugno 2004                           | 24 maggio 2014 | Valerio Zanni      | Liste civique |         |
| 25 maggio 2014                           | en cours       | Gianfranco Gozzoli | Centre-gauche |         |
| Les données manquantes sont à compléter. |                |                    |               |         |

### Hameaux
Altolà, Ponte Sant'Ambrogio, Sant'Anna

### Communes limitrophes
Bazzano, Castelfranco Emilia, Modène (Italie), Savignano sul Panaro, Spilamberto